# Carlos Widmann
Carlos Widmann (* 22. April 1938 in Buenos Aires; † 10. Mai 2025 in Amsterdam) war ein deutscher Journalist und Sachbuchautor.

## Leben
Carlos Widmann, geboren und aufgewachsen in Buenos Aires, wurde nach dem Studium in München Zeitungsredakteur bei der Süddeutschen Zeitung (SZ). Seit 1965 war er als Auslandskorrespondent unterwegs, bis 1991 für die SZ in Rio de Janeiro, Neu-Delhi, Rom und Washington, ab 1991 für den Spiegel weiter in Washington und anschließend in Paris.
Für seine Haiti-Reportage Kleine, böse Welt über den Duvalier-Clan in der Süddeutschen Zeitung wurde er 1986 mit dem Egon-Erwin-Kisch-Preis ausgezeichnet. 1987 erhielt er den Theodor-Wolff-Preis.

## Bücher
- Report aus Cuba. München, List 1970.
- Rom (zusammen mit Pietro Scanzano und Sabina Kienlechner). München, dtv 1983, ISBN 3-423-03711-3.
- Indien (zusammen mit Jenner Zimmermann). München, List 1985, ISBN 3-471-79205-8.
- Der neue Mann im Weißen Haus: George Bush. München, Heyne 1988, ISBN 3-453-02597-0.
- Das letzte Buch über Fidel Castro. Hanser Verlag, München 2012, ISBN 978-3-446-24004-9. (Rezension von Gerd Koenen am 27. Januar 2013 in der FAZ.[5])